# Isaac N. Arnold

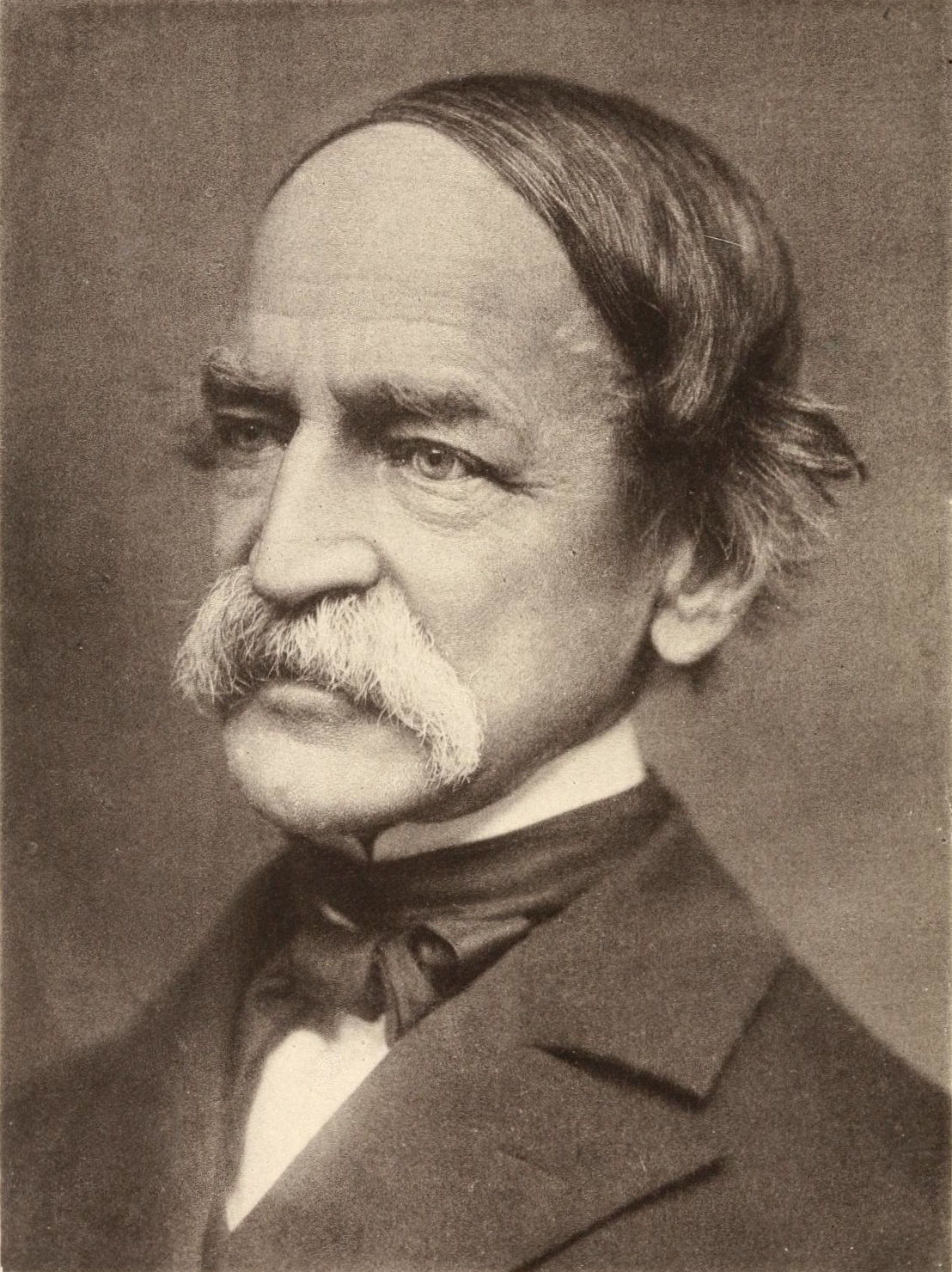
Isaac N. Arnold

Isaac Newton Arnold (* 30. November 1815 in Hartwick, Otsego County, New York; † 24. April 1884 in Chicago, Illinois) war ein US-amerikanischer Politiker. Zwischen 1861 und 1865 vertrat er den Bundesstaat Illinois im US-Repräsentantenhaus.

## Werdegang
Isaac Arnold besuchte die öffentlichen Schulen seiner Heimat. Zwischen 1832 und 1835 war er Lehrer im Otsego County. Nach einem gleichzeitigen Jurastudium und seiner 1835 erfolgten Zulassung als Rechtsanwalt begann er in Cooperstown in diesem Beruf zu arbeiten. Bereits ein Jahr später, im Jahr 1836, verlegte er seinen Wohnsitz und seine Anwaltskanzlei nach Chicago. Politisch schloss er sich zunächst der Demokratischen Partei an. Im Jahr 1842 war er Delegierter auf deren regionalem Parteitag in Illinois. In den Jahren 1842 und 1843 saß er im Repräsentantenhaus von Illinois; 1844 war er einer der Wahlmänner, die James K. Polk offiziell zum US-Präsidenten wählten. In den folgenden Jahren verließ er die Demokratische Partei und wurde einer der Gründer der Free Soil Party. 1848 war er Delegierter auf deren Bundesparteitag in Buffalo. Im Jahr 1855 war er nochmals Abgeordneter im Staatsparlament von Illinois. Arnold war ein entschiedener Gegner der Sklaverei und wurde Mitglied der 1854 gegründeten Republikanischen Partei. Im Jahr 1858 bewarb er sich erfolglos um die Nominierung seiner neuen Partei für die Kongresswahlen.
Bei den Kongresswahlen des Jahres 1860 wurde Arnold dann aber im zweiten Wahlbezirk von Illinois in das US-Repräsentantenhaus in Washington, D.C. gewählt, wo er am 4. März 1861 die Nachfolge von John F. Farnsworth antrat. Nach einer Wiederwahl konnte er bis zum 3. März 1865 zwei Legislaturperioden im Kongress absolvieren. Diese waren von den Ereignissen des Bürgerkrieges geprägt. Ab 1863 vertrat Arnold als Nachfolger von Elihu Benjamin Washburne den ersten Distrikt seines Staates. Ebenfalls ab 1863 war er Vorsitzender des Ausschusses für Kanäle und Straßen. Arnold war ein treuer Anhänger von Präsident Abraham Lincoln. Im Jahr 1862 brachte er erfolgreich eine Gesetzesvorlage ein, durch die die Sklaverei in den amerikanischen Territorien abgeschafft wurde. 1864 schlug er eine Verfassungsänderung vor, die die Sklaverei bundesweit abschaffen sollte. Damals scheiterte die Vorlage noch. Eine neue Vorlage im Jahr 1865 wurde dann angenommen und als 13. Verfassungszusatz ratifiziert.
Zu Beginn des Bürgerkrieges war Arnold Stabsoffizier während der ersten Schlacht am Bull Run. Im Jahr 1864 verzichtete er auf eine weitere Kongresskandidatur. Zwischen 1865 und 1866 war er Revisor beim US-Finanzministerium. Danach praktizierte er wieder als Anwalt in Chicago. Außerdem befasste er sich mit literarischen Angelegenheiten. Unter anderem schrieb er zwei Abhandlungen über Präsident Lincoln und eine über Benedict Arnold. Er starb am 24. April 1884 in Chicago, wo er auch beigesetzt wurde.